# Xia Fa
Fa va ser el setzè i penúltim emperador de la dinastia Xia de la Xina. També rebé el nom de Houjin (后敬). Durant la celebració inaugural de coronació, tots els seus vassalls es van ajuntar en el seu palau en una gran festa. Arran d'aquest punt l'única cosa que es troba en les fonts sobre el seu regnat és l'enunciació d'un cataclisme, un terratrèmol que va ocórrer a prop de la muntanya Tai (泰山) a Shandong. El pare de Fa va ser Gāo i el fill de Fa fou Jié.